# Lac des Eudistes
Lac des Eudistes är en sjö i Kanada.   Den ligger i regionen Côte-Nord och provinsen Québec, i den östra delen av landet, 900 km nordost om huvudstaden Ottawa. Lac des Eudistes ligger 141 meter över havet. Arean är 31 kvadratkilometer. Den sträcker sig 10,8 kilometer i nord-sydlig riktning, och 7,5 kilometer i öst-västlig riktning.
I omgivningarna runt Lac des Eudistes växer i huvudsak blandskog. Trakten runt Lac des Eudistes är nära nog obefolkad, med mindre än två invånare per kvadratkilometer.